# Olga Scheps
Olga Scheps (* 4. ledna 1986 v Moskvě, SSSR) je ruská klavíristka, žijící v německém Kolíně nad Rýnem,.

## Život a činnost
Narodila se 4. ledna 1986 v Moskvě do rodiny klavíristy Ilji Schepse, profesora hudby na cášském oddělení hudební konzervatoře v Kolíně nad Rýnem. Ve svých šesti letech s rodiči se přistěhovala do Německa.

## Diskografie
U RCA Red Seal (Sony Music):
- Chopin Piano Concertos 1 & 2 (2014)
- Chopin (2010)
- Russian Album (2010)
- Schubert (2012)
- The Chopin Piano Concertos (2013)
- Vocalise (2015)
- Satie (2016)
- Tchaikovsky (2017)
- Mieczysław Weinberg: Piano Quintet (2019)
- Melody (2019)